# بیرون آمدن (فیلم ۱۹۸۹)
«بیرون آمدن» (انگلیسی: Coming Out (1989 film)) فیلمی در ژانر رمانتیک و درام است که در سال ۱۹۸۹ منتشر شد.